# Niedertrumer See
Niedertrumer See är en sjö i Österrike.   Den ligger i förbundslandet Salzburg, i den centrala delen av landet, 240 km väster om huvudstaden Wien. Niedertrumer See ligger 504 meter över havet.
Omgivningarna runt Niedertrumer See är en mosaik av jordbruksmark och naturlig växtlighet. Runt Niedertrumer See är det ganska tätbefolkat, med 139 invånare per kvadratkilometer.